# I'm Losing You
"I'm Losing You " es una canción escrita por el músico británico John Lennon y publicada en el álbum Double Fantasy de 1980. 
La canción fue una de las últimas en ser grabadas durante las sesiones de ese disco.

## Historia
Los orígenes de "I'm Losing You" datan de finales de 1978 cuando Lennon escribió y grabó un demo casero de "Stranger's Room" en el piano. Todavía se mantenía incompleta; los versos de la canción y la mayoría de las ideas líricas estaban en su lugar. 
Lennon completó esta versión preliminar durante sus vacaciones en las Bermudas en junio de 1980, después de que fracasara al intentar una llamada telefónica a Yoko Ono.
La canción se volvió muy popular en los años subsiguientes, aunque nunca se lanzó como un sencillo. También está disponible en la compilación de 1982 The John Lennon Collection,, el box set de 1998 John Lennon Anthology, la colección de demos de 1998 Wonsaponatime, la colección de todos sus discos de 2005  Working Class Hero: The Definitive Lennon y por último en 2010 en el álbum Gimme Some Truth.

## Otros usos y versiones
- La canción se presentó en 2005, como parte del musical Lennon, inspirado en su vida, canciones y un libro de Don Scardino.
- Corinne Bailey Rae hizo una versión incluida en Instant Karma: The Campaign to Save Darfur, álbum tributo de beneficencia, publicado en 2007 y con ganancias destinadas a Amnistía Internacional.

- Gustavo Cerati contribuyó en 2005 en el álbum "HOMENAJE A LOS BEATLES" interpretando una versión de esta canción, el álbum además cuenta con colaboraciones de distintos artistas argentinos como Charly García y Fito Páez entre otros.

## Personal
Los músicos que participaron en la grabación original son:
- John Lennon - vocales, guitarra eléctrica.
- Earl Slick, Hugh McCracken- guitarra eléctrica.
- Tony Levin - bajo
- George Small - piano
- Andy Newmark - batería
- Arthur Jenkins – percusión